# Gergely Berzeviczy

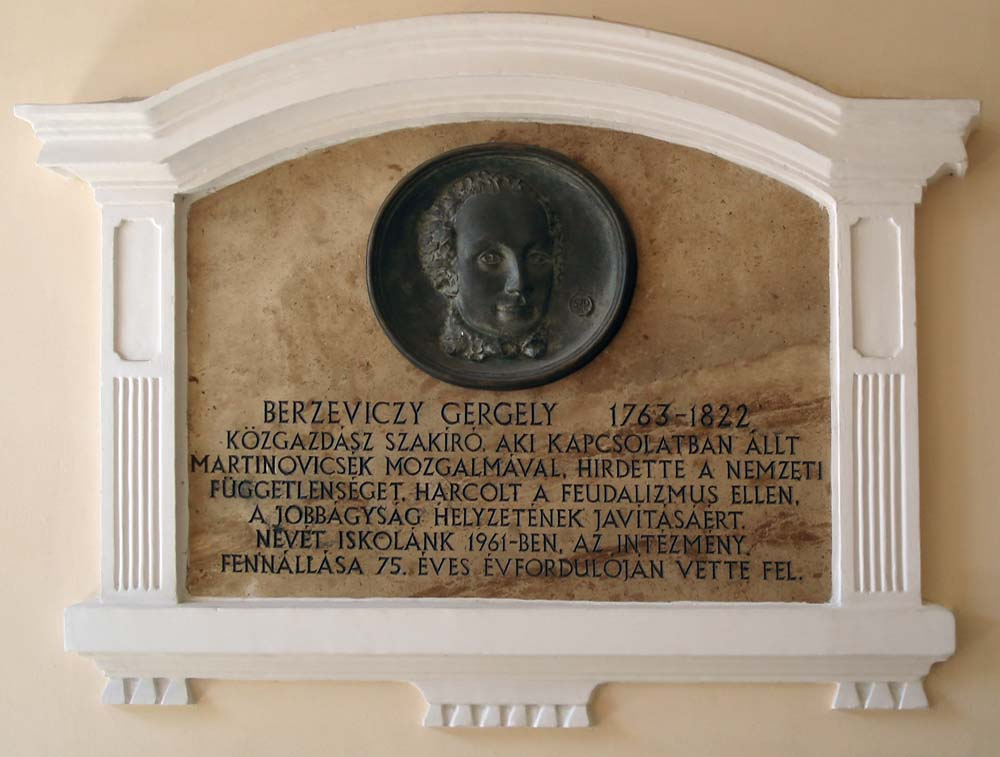
Płyta poświęcona Berzeviczyemu w Miszkolcu

Gergely Berzeviczy (niem. Gregor Franz von Berzeviczy; ur. 15 czerwca 1763 w Nagy-Lomnicz, zm. 23 lutego 1822 tamże) – węgierski ziemianin, potomek jednego z najznaczniejszych rodów Spiszu. Współwłaściciel Wielkiej Łomnicy (wraz z częścią Tatr Wysokich) i innych włości na Spiszu. Ekonomista, statystyk i socjolog. Protestant, prominentny przedstawiciel kościoła kalwińskiego na ówczesnych Górnych Węgrzech. Jedna z ważnych postaci węgierskiego Oświecenia. Pionier turystyki tatrzańskiej.

## Życiorys
Gergely Berzeviczy urodził się 15 czerwca 1763 w podtatrzańskiej Wielkiej Łomnicy (wówczas Nagy-Lomnicz w j. węg.). W 1783 ukończył liceum prawnicze w Kieżmarku, a następnie studiował nauki polityczne na uniwersytecie w Getyndze (1784–1787). Berzeviczy odbył również podróże studialne po Francji, Belgii i Anglii. W latach 1787–1795 w służbie państwowej. Związany z węgierskim ruchem jakobińskim. Po odkryciu spisku węgierskich jakobinów przeciw cesarzowi Józefowi II, w obliczu represji wycofał się w 1795 z życia urzędniczego, poświęcając się studiom ekonomicznym i socjologicznym. Zmarł 23 lutego 1822 w Wielkiej Łomnicy.

## Działalność ekonomiczna
Berzeviczy był w swoim czasie jednym z czołowych ekonomistów politycznych na Węgrzech, o bardzo postępowych poglądach. Ukształtowały je przemyślenia szkockiego filozofa Adama Smitha (1723–1790). Berzeviczy pisał w języku niemieckim i po łacinie. Berzeviczy opowiadał się za polityką wolnego handlu i przeciwstawiał się merkantylizmowi. Badając możliwości węgierskiego handlu winem m.in. dwukrotnie udał się z ładunkiem wina spławiając je tratwą Popradem, Dunajcem i Wisłą do Warszawy i Gdańska. Wnioski przedstawił w napisanym przed 1808 traktacie pt. Ansicht des asiatisch-europäischen Welthandels (...), omawiającym międzynarodowe stosunki gospodarcze. Nakreślił w nim projekt wielkiej wodnej trasy handlowej od Bałtyku do Adriatyku i Morza Czarnego, biegnącej z Gdańska Wisłą, Dunajcem i Popradem na Spisz, a stąd Hornadem i Cisą do Dunaju. Traktat ten został przedłożony do dyskusji w czasie kongresu wiedeńskiego. Pomimo iż sam był ziemianinem, domagał się poprawy położenia ludności wiejskiej, a w 1806 w dziele De conditione et indole rusticorum in Hungaria potępił pańszczyznę, opowiadając się za liberalizmem gospodarczym.

## Działalność związana z Tatrami
Zainteresowania Tatrami rozwinął szerzej od 1795 r., kiedy osiadł na stałe w Wielkiej Łomnicy. Urządzał stamtąd wycieczki w głąb Tatr, często w towarzystwie innych turystów lub badaczy, których wielokrotnie gościł w swym łomnickim dworze. Już w 1793 r. zatrzymał się u niego angielski podróżnik Robert Townson. Później chodził po Tatrach m.in. z Thomasem Maukschem, Johannem Asbóthem, Pálem Kitaibelem i Franzem Waldsteinem. W 1806 r. gościł palatyna Węgier, arcyksięcia Józefa Antoniego Habsburga ze świtą 16 magnatów i dygnitarzy cesarstwa, których oprowadzał po Tatrach (m.in. w wycieczce do Morskiego Oka. W 1819 r. służył pomocą przy tatrzańskich odwiedzinach zapalonego alpinisty, arcyksięcia Jana Habsburga. Ogłosił drukiem szereg prac dotyczących Tatr i Spiszu.

## Wybrane publikacje
- De commercio et industria Hungariae (Leutschoviae 1797);
- Ueber den Torf in Ungern (w: "Zeitschrift von und für Ungern", 1803);
- Ueber die Steinkohlen und den Torf in Zipser Komitat (w: "Vaterländische Blätter für den Ōsterreichischen Kaiserstaates", 1803);
- Topographische-statistische Fragmente aus dem Tagebuche auf seiner Reise v. Lomnitz nach Warschau (w: "Annalen der Literatur und Kunst" 1808)
- De conditione et indole rusticorum in Hungaria (Leutschoviae 1806);
- 1818 – Oeconomica Publico Politica